# Чернігівська (станиця)
44°42′07″ пн. ш. 39°39′56″ сх. д. / 44.701944444444° пн. ш. 39.665555555556° сх. д.
Чернігівська — станиця в Білорєченському районі Краснодарського краю.
Адміністративний центр Чернігівське сільське поселення.

## Географія
Станиця розташована в гірсько-лісовій зоні, на річці Пшиш, за 14 км на південний захід від Білорєченська. Найближча залізнична станція — Комсомольська (на лінії Туапсе-Білорєченськ) розташована у селищі Молодіжний, за 4 км на південь від станиці.

### Вулиці
| - пров. Будьонного, - вул. Будьонного, - вул. Гагаріна, - вул. Калініна, - вул. Червона, - вул. Леніна, - вул. Миру, - вул. Надгірна, - вул. Першотравнева, | - вул. Підгірна, - вул. Пушкіна, - вул. Річкова, - вул. Рози Люксембург, - вул. Свободи, - вул. Радянська, - вул. Праці, - вул. Чапаєва, - вул. Шевченка - вул. 1 травня |

## Історія
Станиця Пшиська заснована в 1863 році, в 1867 році перейменована на Чернігівську. Станиця входила до Майкопського відділу Кубанської області.
1873 року в Покровську церкву був потрібен священик. На той момент у станиці проживало 616 осіб.

## Населення
| Рік  | Чисельність населення |
| ---- | --------------------- |
| 2002 | 1482                  |
| 2010 | 1349                  |
| 2015 | 1335                  |